# Andreas von Caesarea
Andreas von Caesarea (* 563; † 637) war Erzbischof von Caesarea in Kappadokien und Verfasser eines wichtigen Kommentars zur Apokalypse.

## Bedeutung
Andreas von Caesarea verfasste einen Kommentar zur Apokalypse, der wichtig für die Textgeschichte der Apokalypse ist. Dieser Kommentar schloss eng an die altchristliche Exegese an und setzte sich mit dem Kommentar des Oecumenius auseinander. Der Kommentar des Andreas muss große Wirkung gehabt haben, da er in zahlreichen Handschriften überliefert wurde. Erst um 895 verfasste Arethas von Caesarea einen neuen Apokalypse-Kommentar, der aber stark auf dem des Andreas fußt.

## Werke
Publizierte Werke sind 
- Kommentar zur Apokalypse; in: J. Schmid: Studien zur Geschichte des griechischen Apokalypsetextes. München 1955 und Migne: Patrologiae Graeca 106, 215–457
- Therapeutike; Fragmente in: F. Diekamp: Analecta Patristica. Rom 1938. Seite 161–172

Englische Übersetzung
- Andrew of Caesarea, Commentary on the Apocalypse, translated by Eugenia Scarvelis Constantinou, Fathers of the Church series, Catholic University of America Press, volume 123, 2011. ISBN 9780813201238

Deutsche Übersetzung
- Andreas von Caesarea: Kommentar zur Apokalypse des Johannes. Einleitung und Übersetzung von Eugen Häcki. Bearbeitet von Georgios Makedos. Edition Hagia Sophia, Wachtendonk 2014, ISBN 978-3-937129-58-7